# María de Buenos Aires
María de Buenos Aires és un espectacle teatral estrenat el 1968 a la sala Planeta, a Buenos Aires, el primer en el gènere d'òpera-tango (opereta). El llibret és d'Horaci Ferrer i la música d'Astor Piazzolla.

## Argument

### Primera part
És l'hora en què desperta l'aquelarre de la nit porteña. I un follet, que parla l'argot fosc i cabalístic d'aquelles hores, evoca i conjura, llavors, la imatge de María de Buenos Aires. La imatge va a aquesta convocatòria identificant-se amb el seu llenguatge, el dolç tema de tango. A mitges amb La Voz de un Payador i amb Hombres que volvieron del Misterio, el follet fa una mena de retrat interior del record de María.
Conjurada la seva imatge i present la seva memòria, sorgeix el relat de la seva vida: un noi de carrer anomenat Porteño Gorrión con Sueño pinta a María La Niña al barri, i queda magnetitzada per unes estranyes forces que l'allunyen d'ell. S'explica que després de la nit en què ella se'n va, ell la predestina a sentir, per sempre, la seva menyspreada veu d'home en la veu de tots els homes.
Silenciosa i al·lucinada, María travessa la ciutat i tot el seu ésser va transsubstanciant-se en una rosa que ella porta a l'escot. Maria brolla sobtadament de l'asfalt de Corrientes y Esmeralda a les 5 d'una tarda de gener. I en el moment que creix i s'obre, La Voz de las Bocas de Tormenta repeteix aquesta sentència: durant 7 hores aquesta rosa serà per a tots una font de beatitud. Passat aquest termini, serà una font de penes. Llavors, cada grup de Hombres y Mujeres de Corrientes y Esmeralda reclama per si sol, la possessió de la rosa. En aquesta estèril disputa van passant les hores marcades per La Voz; i en tocar la mitjanit, El Bandoneón roba la rosa i l'encanalla, la fa persona un altre cop. Recuperada la forma de dona, María canta la seva conversió al Mal.
I és en la profunda nit, quan ella dansa aquesta consagració a la vida fosca, com narcotitzada pel ritme sensual de l'Esquerzo Yumba amb què El Bandoneón l'estimula. També el follet va quedant dramàticament atrapat en la pròpia història que ve explicant: busca i s'enfronta al Bandoneón, li treu la màscara romàntica i convencional i delata el bruixot que aquell porta dins, acusant-lo de la degradació de María, per batre, finalment, amb ell, en un duel canyengue.

### Segona Part
María descendeix a l'infern de les clavegueres, on els Ladrones Antiguos i les Viejas Madamas l'esperen i la reben. Allà, el Ladrón Antiguo Mayor condemna l'ombra de María a tornar a l'altre infern (el de la ciutat i la vida), i a vagar eternament perseguida i ferida per la llum del Sol. Després, davant el cos de María, els Ladrones i les Viejas Madamas expliquen al Ladrón Antiguo Mayor que el cor d'ella ha mort.
I el follet relata el funeral que les criatures de la nit fan per aquesta primera mort de María, carregant el cos sense ànima d'ella a través de la ciutat adormida. Ja sepultat el cos, comença el llarg viacrucis de la Sombra de María, que passeja perduda per Buenos Aires.
Sense caure a qui confiar el seu desconcert, la Sombra de María escriu una carta als arbres i a les xemeneies de barri. Errabunda i perplexa en el seu propi enigma, arriba així a un estrany circ regentat per Los Analistas. En aquest lloc ple de temeraris saltimbanquis, fa ella la pirueta d'arrencar-uns records que no té, estimulada per l'Analista Primero. Aquest, no aconsegueix interpretar la memòria d'una ombra i la creu presa d'una estranya bogeria. La Sombra de María, grotesca i sola, segueix la seva marxa rumb al no-res. Borratxo del seu propi dolor i perdut el rastre de l'ombra, el follet acaba en un estrany bar. I li mana, amb els parroquians del local, un missatge desesperat incitant a descobrir a l'inexplicable fondària de les coses més simples, el misteri de la concepció.
Els companys del follet, titelles i angelets de fang cuit entre d'altres, surten al carrer embogits, buscant el germen d'un fill per a la Sombra de María. Ella és trobada per fi pel follet i s'abraça a la revelació de la fecunditat.
Es fa de dia, després, un Domingo Porteño, i el follet i Una voz van relatant els esdeveniments, melancòlics. Tots dos però, adverteixen, a poc a poc, alguna cosa diferent de la de tots els diumenges. I el troben en veure la Sombra de María en la bastida d'un edifici en construcció: desafiant a la llum del Sol, ella fa allà una frenètica dansa d'embarassada sobrenatural de la qual neix, a la fi, una criatura. Però mirant a aquesta, les Amasadoras de Tallarines i els Tres Albañiles Magos i, indiquen un fet colpidor: de l'ombra - redimida pel patiment i per ombra verge - no ha nascut un Niño Jesús, sinó una altra Niña María. I tots criden la seva sorpresa: ¿és la mateixa María, ja morta, que ha ressuscitat de la seva Ombra, o és una altra? ¿Tot ha conclòs o recentment comença? ¿El que estem vivint és avui o és ahir? Però ni el follet ni ningú pot ja respondre a aquesta pregunta.

## Quadres
María de Buenos Aires es compon de setze quadres, és a dir, de setze breus actes o moviments que comparteixen fils harmònics i gaudeixen a la vegada de certa autonomia, com en qualsevol peça musical.
| Quadres | Descripció |
| --- | --- |
| Quadre 1 (Alevare) i quadre 2 (Tema de María).                                                                                                  | Els autors trien com a títol del quadre inicial el primer pas del tango. En ell està concentrat tot María de Buenos Aires, com correspon a la convenció operística que l'obertura delinea els diferents temes musicals i literaris de l'obra. El «Tema de María» és una prolongació instrumental, a manera de coda, d'aquesta obertura. |
| Quadres 3a y 3b (Balada renga para un organito loco i Yo soy María).                                                                            | Les dues peces detallen la genealogia de la nena a la manera dels herois clàssics. Reapareix el tema de María del quadre 2 al solo de violí, i a partir d'aquí la presència dels aguts a la corda s'associarà sempre a la protagonista. S'opta per un compàs de 3/4 per representar la coixesa de l'organito. El tango en els seus orígens rep influències d'altres ritmes, entre ells els ternaris del vals o de la balada. D'altra banda, Yo soy María conclou amb una tradicional cadència dominant-tònica, pròpia de l'harmonia netament clàssica del tango de principis de segle. Hi ha una clara antítesi entre aquest final V-I, tremendament conservador, i les idees revolucionàries que Ferrer posa en boca d'una Maria decidida i rebel, orgullosa de la seva professió. |
| Quadre 4 (Milonga carrieguera por María la niña).                                                                                               | El porteño gorrión con sueño, com la tòpica au malastruga de l'epopeia, anuncia la fugida de María. L'ocell poeta ens fa una descripció de la jove, i en el retrat s'adverteix la tematització de l'instrument anomenat anteriorment: al recitat de l'ocell l'acompanya una melodia de cordes de violí. |
| Quadre 5 (Fuga y misterio). | Els instruments delineen la fugida de la nena; no hi ha millor forma musical que l'anomenada «fuga» per descriure tal episodi. El quadre 5 amaga una fuga clàssica a quatre veus amb ritme i caràcter de tango. Els quatre instruments que se succeeixen són el violí, la flauta, el piano i el violoncel. És significativa l'absència del bandoneó; Piazzolla sembla recordar-nos així la incorporació tardana d'aquest instrument, tot i que se sol considerar el més genuí de quants componen aquesta música. |
| Quadre 6 (Poema valseado). | Ja el títol de el quadre constitueix una brillant il·lustració de l'aliança paraula-música que és María de Buenos Aires. L'accentuació en 4a, 8a i 12a síl·laba reprodueix el ritme ternari (i per tant encara coix) del tango, contaminat fins ben tard pel vals europeu. Tres són també els instruments que es donen cita (piano, violí i flauta). |
| Quadre 7 (Tocata rea). | El Bandoneón, l'instrument intrús procedent d'Alemanya, comet el crim: hem arribat a el primer declivi del tango. Desapareix el ritme de festa de el quadre anterior, amb prodigalitat notable de cordes dobles i greus acords desplegats al piano. En l'última estrofa de la Tocata rea s'acumulen les dissonàncies i els glissandos que evoquen ja el canvi de to de la segona part. Per primera vegada apareix la percussió dels timbals, molt adequada a aquest atmosfera de misteri una mica selvàtica i irracional que es insinua. No oblidem, a més, que el tango es va nodrir en els seus orígens dels ritmes candomberos de la població negra emigrada. |
| Quadres 8 (Miserere canyengue por los ladrones antiguos de las alcantarillas) i 9 (Contramilonga a la funerala por la primera muerte de María). | El bandoneó s'ha incorporat ja a la sèrie d'instruments que relaten l'enterrament de Maria. Els violins segueixen tematitzant la figura de la nena: la música prefigura ja la resurrecció del personatge. A la Contramilonga, el baix obstinat del piano que acompanya el recitat del follet reprodueix d'una manera molt plàstica la sensació de contumàcia i deteniment, propi de contra-milonga. Els glissandos reapareixen quan s'evoca la mort («¡qué cosa!, nuestra María murió por primera vez). |
| Quadre 10 (Tangata del alba) i quadre 11 (Carta a los árboles y las chimeneas).                                                                 | Destacable en el primer l'ús de la percussió, ja que el violí de María es veu amenaçat per sorolls que imiten el reptar de demoníaques serps. Mentrestant, l'ombra de María, que no té records ni identitat, escriu una carta desesperada als arbres i xemeneies que el protegeixen del Sol. Piazzolla reprèn el compàs de 3/4. |
| Quadre 12 (Ária de los Analistas). | Un cercle de abstrusos analistes dona el seu diagnòstic sobre la pèrdua de memòria de l'ombra de María. La forma melòdica del quadre és la polca, de tint popular, alegre i viu. El to que desprenen lletra i la música és irònic, el motiu de el circ servei per exposar el tòpic del theatrum mundi amb el que s'assembla denunciar la conversió del tango en un espectacle massificat i la seva estèril análisis: Pasen a ver, ¡caballeros! cosas jamás nunca vistas traeremos los analistas a este circo porteñero. |
| Quadre 13 (Romanza del duente poeta y curda).                                                                                                   | El follet es proposa tornar a insuflar vida a Maria. El tarannà de la peça és molt melòdic, no té ritme de tango perquè el seu caràcter ad libitum anuncia ja el mestissatge amb altres músiques. Piazzolla ha adoptat una romança, forma musical molt conreada en el Romanticisme. |
| Quadre 14 (Allegro Tangabile). | Les titelles busquen a María entre els carrers de Buenos Aires. Volen donar-li saba existencial, i l'allegro transmet el moviment de la fecunditat, d'aquí les influències jazzístiques i l'aire de musical. A partir d'aquest punt, els compassos dominants seran el de l'4/4 i 4/8: el tango ha aconseguit ja la seva maduresa, i no necessita recórrer a altres ritmes. |
| Quadre 15 (Milonga dela Anunciación). | María divulga el seu retorn, i ho fa amb una partitura que transposa sense grans variants el quadre 3b Yo soy María. Estem davant d'una òpera tancada i connexa. Destacable d'aquesta peça la rellevant expressivitat dels encavalcaments abruptes, molt nombrosos. Acompanyen a una melodia contundent, de cops amb un baix forte de violí pròxim a l'staccato, molt propici per simbolitzar l'esforç provocat pel part: con un cuchillo en los dientes, por el revés de mis caderas tordillas, zurciendo van un gran remiendo en flor de hinojo y sisal. |
| Quadre 16 (Tangus dei). | El naixement del tango ja s'ha produït, però la pàtina segueix sent més aviat ombrívola. El baix en pizzicato de les cordes i els greus de bandoneó recorden que estem davant d'una obra de tons menors. |